# Nasima Akhter
Nasima Akhter (1970, Bangladesh) é uma cientista especializada em medicina nuclear. Em 2010, ela ganhou o prêmio BAS-TWAS Young Scientists Prize pelas suas contribuições na área, por meio de sua pesquisa envolvendo translucência nucal para anomalias fetais e sua pesquisa em cardiologia nuclear. Em 2013, ganhou o prêmio da Fundação Elsevier pela sua pesquisa em medicina nuclear e ultrassonografia.

## Biografia
Nascida em 1970, Nasima Akhter estudou na faculdade de medicina Sylhet MAG Osmani, em Sylhet, se formando em 1995. Ela fez seu M. Phil na universidade de medicina Bangabandhu Sheikh Mujib, em Daca, (2001). Mais tarde, obteve um Ph.D pela Universidade Kanazawa Seiryo (2008), seguida por treinamento em ultrassonografia obstétrica na Universidade Kagawa, ambas no Japão.
Em 1998, começou a trabalhar como médica nuclear na Bangladesh Atomic Energy Commission, em Daca, capital de Bangladesh, onde atualmente atua na Institute of Nuclear Medicine & Allied Sciences. Fez pesquisas envolvendo câncer de mama, doença de Alzheimer e estudou a cardiologia da população asiática, encontrando diferenças significativas para os dados de populações da América. Sua pesquisa com translucência nucal e ultrassonografia permite identificar anomalias fetais nos três primeiros meses da gravidez, diminuindo riscos para a mãe e para o feto. Também trabalhou com o iodo-131 radioativo para pesquisar a doença de Graves. Seu trabalho também teve como foco experimentos em roedores para desenvolver marcadores radioativos para investigar esquizofrenia e crescimento tumoral.

## Prêmios
Nasima recebeu prêmios como o Young Scientist Award  e medalha de ouro da Bangladesh Society of Nuclear Medicine. Em 2010, ganhou o BAS-TWAS Young Scientist Prize, e em 2013 recebeu o prêmio da Elsevier Foundation Award pelo seu trabalho pioneiro em medicina e ciências da vida. Além do prêmio de $5,000, o prêmio da Elsevier também incluiu a participação do encontro da American Association for the Advancement of Science, em Boston, EUA. Segundo ela, o prêmio estimula sua pesquisa e uma nova geração de mulheres cientistas.